# Ceratobaeus australicus
Ceratobaeus australicus är en stekelart som först beskrevs av Alan Parkhurst Dodd 1914.  Ceratobaeus australicus ingår i släktet Ceratobaeus och familjen Scelionidae. Inga underarter finns listade i Catalogue of Life.